# Bruchia bolanderi
Bruchia bolanderi là một loài rêu trong họ Bruchiaceae. Loài này được Lesq. mô tả khoa học đầu tiên năm 1868.